# 路德维希港应用技术大学
路德维希港应用技术大学(德語：Hochschule Ludwigshafen für Wirtschaft und Gesellschaft)是一所公立大学，位于德国莱法州莱茵河畔的路德维希港市。它的前身是成立于1965年的路德维希港高级商业学院。1971年它成为新成立的莱法州应用技术大学的一部分，并于1991年分离出来成为一所独立的大学。

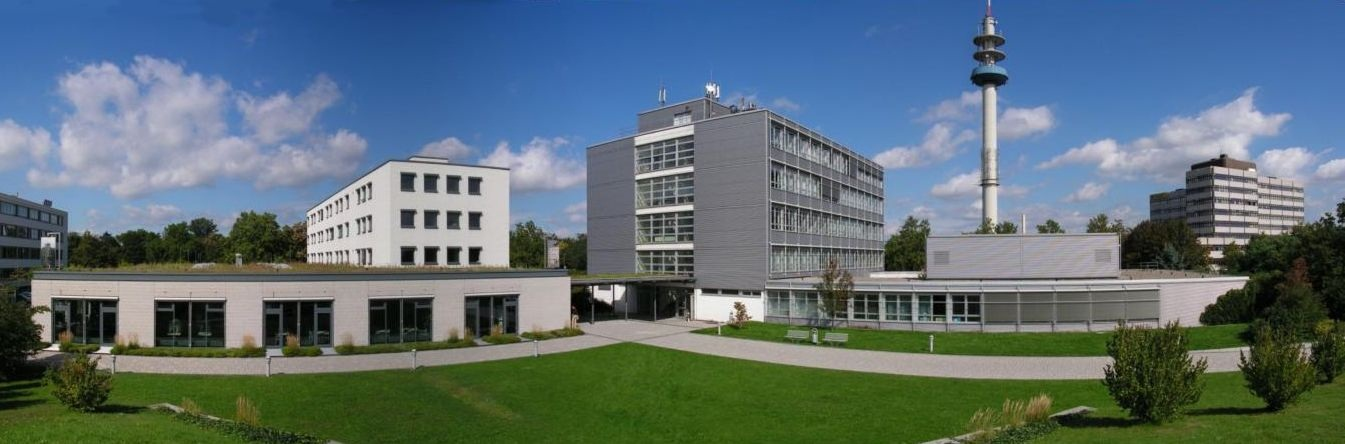
校园

## 教学
大学在工商管理和社会事务的多个领域提供学士和硕士学位。
除了经典的全日制课程外，学士和硕士领域的兼职和双元课程目前也起着决定性作用。 有以下学士课程选择：
- 税务和审计
- 成本控制
- 金融服务和企业融资
- 国际企业管理（东亚）
- 东欧国际管理
- 国际人事管理与组织
- 助产士（双元）
- 物流
- 市场营销
- 护理（双元）
- 护理教育
- 社会工作
- 商业信息学

## 教师与校友
讲师和前讲师包括前德国经济和能源部部长维尔纳·穆勒。
该大学的校友包括SAP全球实验室网络负责人Clas Neumann，德国政客Mario Brandenburg和德国跳高运动员Elena Herzenberg。

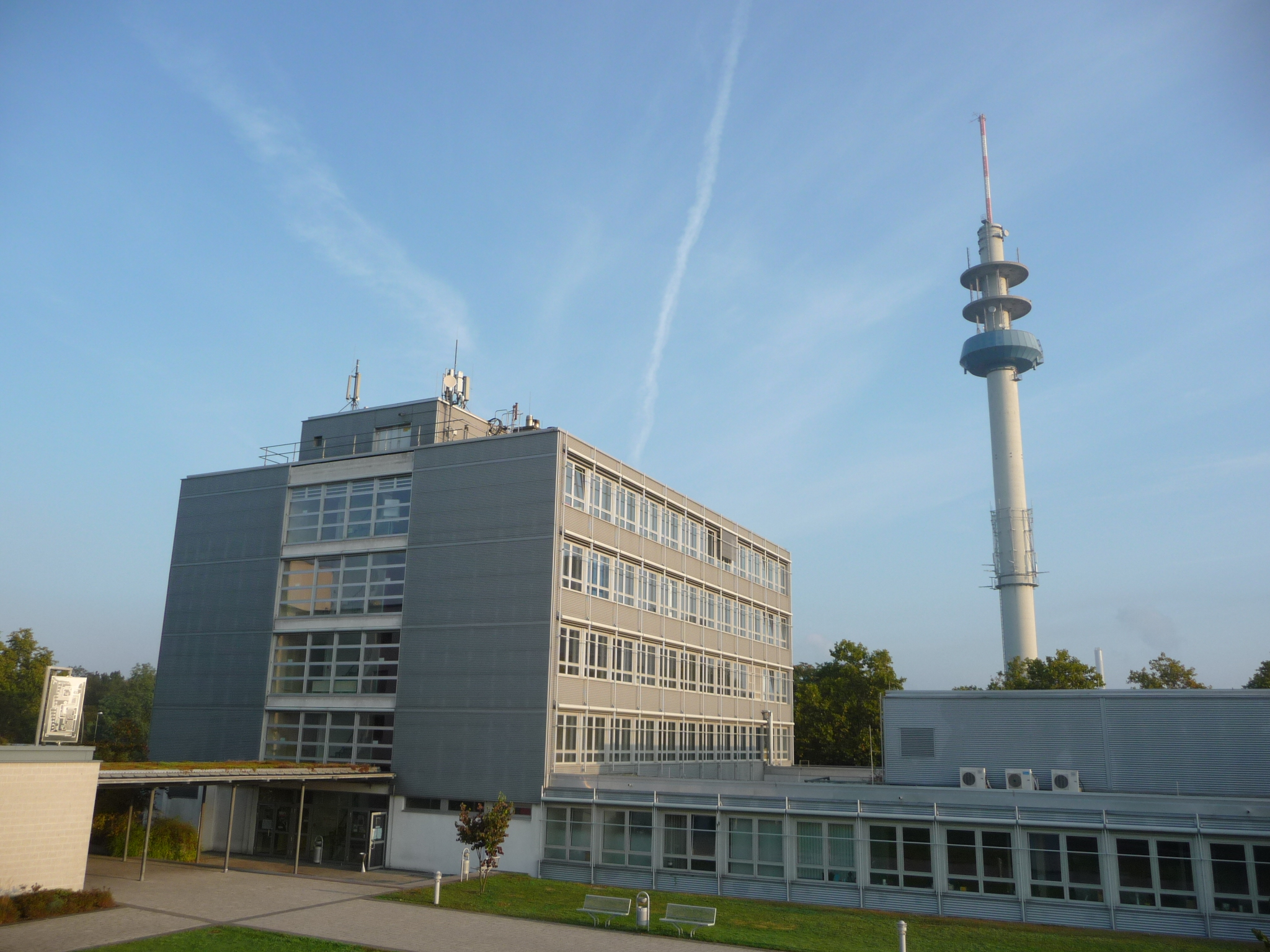
路德维希港应用技术大学
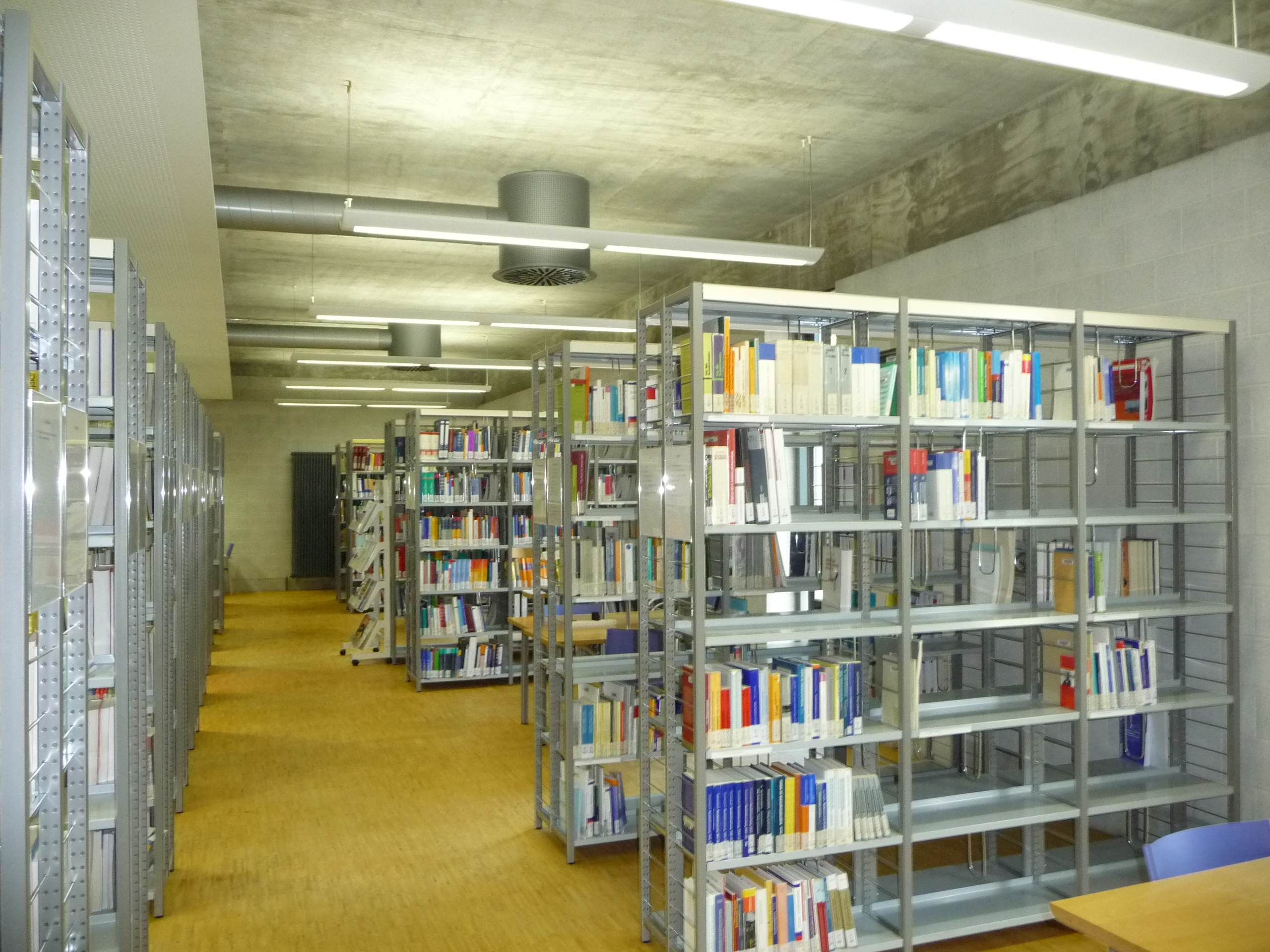
图书馆
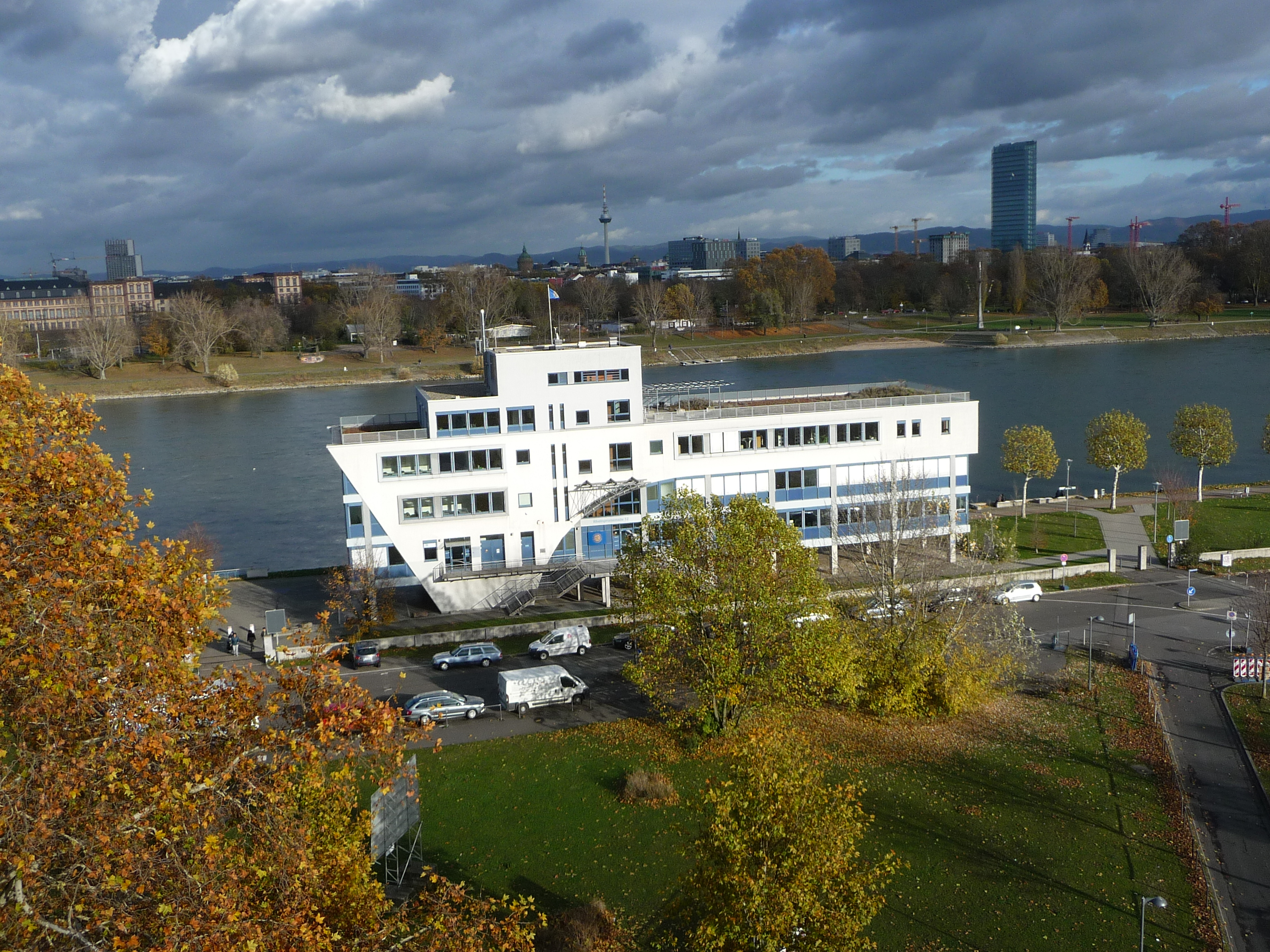
东亚学院
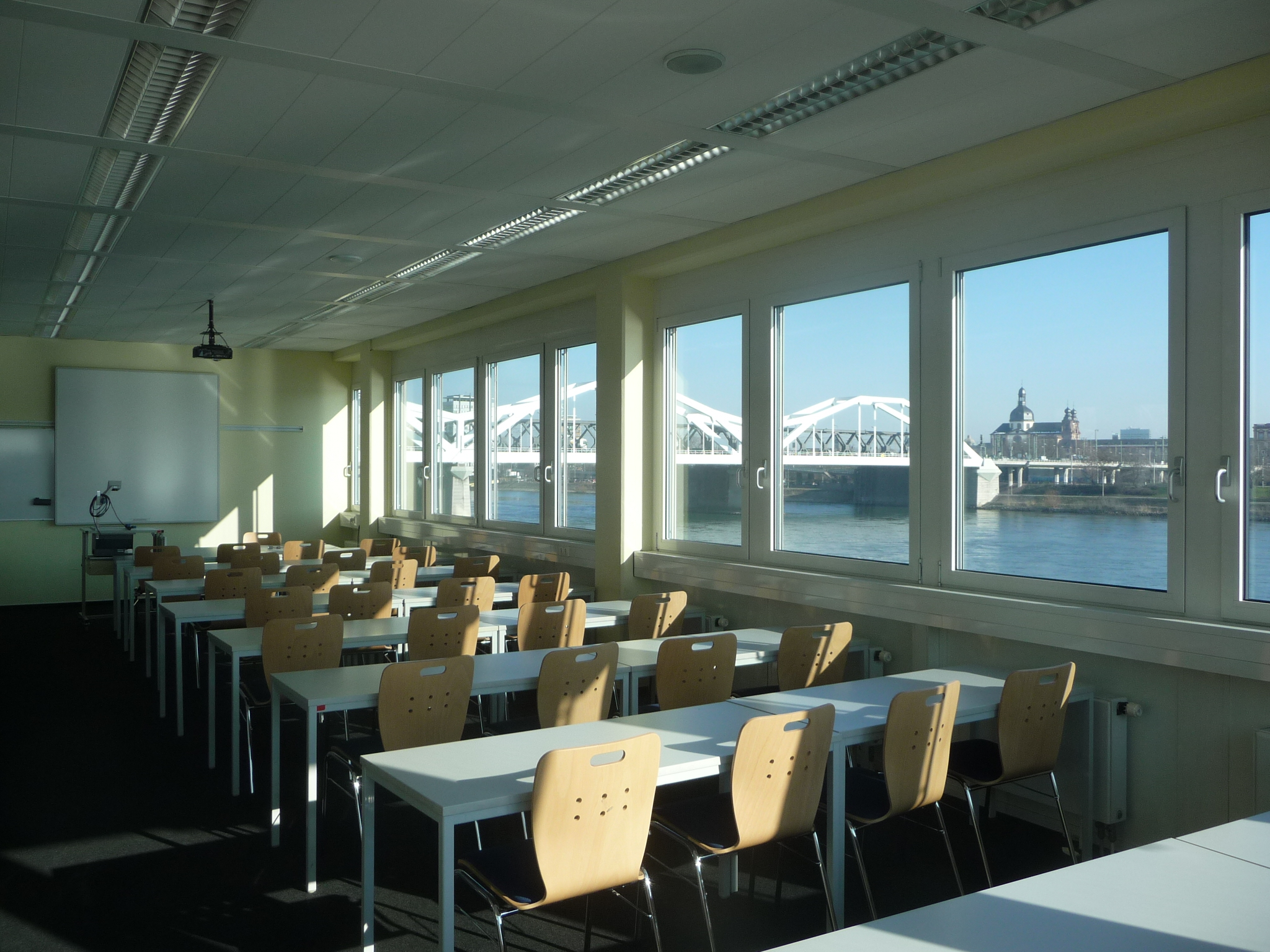
东亚学院

## 图书馆
路德维希港应用技术大学图书馆为学习和科研提供文献研究和高等教育用途的服务。 尽管图书馆对公众开放，但用户主要是学生和讲师。 在大学排名中，路德维希港应用技术大学图书馆在额定学习课程中名列前茅（德语：Spitzengruppe）。 

### 历史
路德维希港应用技术大学图书馆成立于1965年。2008年路德维希应用技术大学整合了路德教会图书馆。 该路德教会图书馆（始建于1971年）的馆藏核心可以追溯到施派尔内部使命图书馆。 路德维希港应用技术大学图书馆的一个分支是路德维希港应用技术大学的东亚研究所图书馆。 

### 馆藏
馆藏的图书和电子书主要由德语和英语书籍组成（出版年2017-2019年占30％）。 图书馆还通过在线门户提供其电子馆藏的访问权限，以进行搜索和全文阅读。 出版年为2017-2019的印刷书籍和电子书的比率为1:2 。
可通过电子期刊库（EZB）访问全文期刊文章。 可通过数据库信息系统（DBIS）访问数据库。

### 网络与合作
路德维希港应用技术大学图书馆还积极参与莱法州图书馆社区，并与曼海姆大学图书馆进行合作。
范围:	经济学，金融，商业，社会工作，护理，东亚
行业:	3
馆藏
收集的物品包括: 书籍，期刊，电子媒体
规模:	122000本书
49700本电子书
270种订阅期刊
41250电子期刊
访问和使用
流通:	83550
服务对象: 研究人员，学生，公众
其它资讯